# Фламмери
Фла́ммери (фла́мери англ. flummery, фламри́ (фр. flamri)) — это сладкий, мягкий десертный пудинг на основе крахмала, который был популярен в Великобритании и Ирландии с XVII по XIX век. Это слово также стало использоваться для обозначения других десертов.

## История и этимология
Название впервые появилось в книге английского писателя и поэта Джерваса Маркема 1623 года Country Contentments or English Huswife (новое издание) vi. 222 «Из этой мелкой овсяной муки, которую часто замачивают в воде и сгущают, а затем уваривают в густое и упругое желе, делают то превосходное насыщенное блюдо, которое так ценится в западных частях этого королевства, которое они называют Wash-brew, а в Чешире и Ланкашире они называют его Flamerie или Flumerie».
Название происходит от валлийского слова llymru, обозначающего похожее блюдо из кислой овсянки и отрубей, происхождение которого неизвестно. Это также засвидетельствовано в различных формах, таких как thlummery или flamery, в английском языке XVII и XVIII веков. Слово «flummery» позже стало иметь в целом уничижительный оттенок пресной, пустой и неудовлетворительной пищи. Из этого использования слово «flummery» развилось в значение пустых комплиментов, необоснованных разговоров или писем, и чепухи.
Пинта фламмери была предложена в качестве альтернативы 4 унциям (110 г) хлеба и 0,5 имперских пинты (0,28 л) свежего молока на ужин больным заключенным в ирландских работных домах в 1840-х годах.

## Австралийский и новозеландский фламмери
В Австралии и Новой Зеландии после Второй мировой войны фламмери стало названием, присвоенным муссовому десерту, приготовленному из взбитого концентрированного молока, сахара и желатина. Мусс-фламмери, также приготовленный из желе, стал недорогой альтернативой традиционному муссу на основе крема. В городе Лонгрич в Квинсленде он был основным десертом в 1970-х годах, а в городе Форбс в Новом Южном Уэльсе он был вторым по популярности в 1950-х годах. Американский писатель Билл Брайсон описал фламмери как раннюю форму десерта бланманже, известного в Соединённых Штатах.